# Igreja de São Lázaro (Água de Alto)
A Igreja de São Lázaro é uma igreja católica localizada na freguesia de Água de Alto, concelho de Vila Franca do Campo, na ilha de São Miguel, Região Autónoma dos Açores, em Portugal.
A existência deste templo remonta aos princípios do século XVI bem assim a de uma importante gafaria que junto dela existia desde esse tempo. No testamento de João Afonso, das Grotas Fundas, datado de 1511, diz-se que a Igreja de São Lázaro estava começada.
Gaspar Frutuoso assinala-a já como sede de uma paróquia com 30 fogos e 180 almas de confissão, tendo por Vigário o Padre Baltazar Fagundo. Em 1602, quando o bispo de Angra do Heroísmo, D. Jerónimo a visitou, achou-a pequena e carecida de reparo pelo que o referido Vigário foi transferido para São Pedro de Vila Franca. Faltam-nos noticias sobre o templo, no decurso dos séculos XVII e XVIII. É de crer, porém, que o aumento se verificasse e as obras levadas a efeito muito o valorizassem.
Em 1811, quando da visita de outro bispo da diocese, a igreja estava de novo carecida de reparos, e em 1832, estando a freguesia muito aumentada, foi pedida a instituição do Santíssimo Sacramento. Nesse ano de 1832, porque estavam a ser distribuídos vários ornamentos e alfaias que haviam pertencido ao Convento de Franciscanos de Vila Franca, a igreja de São Lázaro também beneficiou dessa distribuição recebendo algumas interessantes peças.
Em 1833 era colocado o sacrário mas pouco depois procedia-se ao aumento do templo, o qual ficaria com a feição actual. Estas obras de ampliação terminariam no ano 1855, data que figura no frontespício.